# كريستيان رولدان
كريستيان رولدان (بالإنجليزية: Cristian Roldan)‏ (3 يونيو 1995 ببيكو ريفيرا في الولايات المتحدة - ) هو لاعب كرة قدم أمريكي في مركز الوسط. شارك مع منتخب الولايات المتحدة تحت 20 سنة لكرة القدم ومنتخب الولايات المتحدة لكرة القدم. أما مع النوادي، فقد لعب مع سياتل ساوندرز وتاكوما ديفنس وCrossfire Redmond ‏.

## وصلات خارجية
- كريستيان رولدان على موقع الدوري الأمريكي (الإنجليزية)
- كريستيان رولدان على موقع قاعدة بيانات كرة القدم.إي يو (الإنجليزية)
- كريستيان رولدان على موقع ناشيونال فوتبول تيمز (الإنجليزية)
- كريستيان رولدان على موقع Soccerbase.com (لاعب) (الإنجليزية)
- كريستيان رولدان على موقع Soccerway.com (الإنجليزية)
- كريستيان رولدان على موقع عالم كرة القدم.نت (الإنجليزية)
- كريستيان رولدان على موقع AS.com (الإسبانية)